# Boxborough
Boxborough és una població del Comtat de Middlesex (Massachusetts) als Estats Units d'Amèrica.

## Demografia
Segons el cens del 2009 tenia 5.365 habitants. Segons el cens del 2000, Boxborough tenia 4.868 habitants, 1.853 habitatges, i 1.271 famílies. La densitat de població era de 181,4 habitants per km².
Dels 1.853 habitatges en un 42,8% hi vivien nens de menys de 18 anys, en un 60,2% hi vivien parelles casades, en un 5,9% dones solteres, i en un 31,4% no eren unitats familiars. En el 25,9% dels habitatges hi vivien persones soles el 3,2% de les quals corresponia a persones de 65 anys o més que vivien soles. El nombre mitjà de persones vivint en cada habitatge era de 2,63 i el nombre mitjà de persones que vivien en cada família era de 3,25.
Per edats la població es repartia de la següent manera: un 30,5% tenia menys de 18 anys, un 5,1% entre 18 i 24, un 34,3% entre 25 i 44, un 25,3% de 45 a 60 i un 4,7% 65 anys o més.
L'edat mediana era de 37 anys. Per cada 100 dones de 18 o més anys hi havia 102 homes.
La renda mediana per habitatge era de 87.618 $ i la renda mediana per família de 110.572$. Els homes tenien una renda mediana de 72.414 $ mentre que les dones 47.008$. La renda per capita de la població era de 40.794$. Entorn de l'1,5% de les famílies i el 2,8% de la població estaven per davall del llindar de pobresa.